# Ptychoptera kyushuensis
Ptychoptera kyushuensis är en tvåvingeart som beskrevs av Nakamura och Saigusa 2009. Ptychoptera kyushuensis ingår i släktet Ptychoptera och familjen glansmyggor. Inga underarter finns listade i Catalogue of Life.